# Stereo Total
Gli Stereo Total sono un duo franco-tedesco di musica elettronica, attivi soprattutto nel Synthpop, con influenze ambient, dance e di musica folk.

## Storia
I membri sono la cantante francese Françoise Cactus (all'anagrafe Françoise Van Hove), in precedenza membro dei Lolitas, e il musicista tedesco Brezel Göring (pseudonimo di Friedrich Ziegler).
Fra le caratteristiche principali della loro musica vi è quella di utilizzare molti suoni campionati (come ad esempio il suono di un cellulare) come sfondo alla voce.
Le loro canzoni sono scritte principalmente in francese, ma nei loro album sono presenti anche canzoni in tedesco, spagnolo, giapponese, turco e italiano.
La cantante e membro fondatore Françoise Cactus è morta il 17 febbraio 2021 a Berlino. Si è spenta per un cancro al seno.

## Formazione
- Françoise Cactus
- Brezel Göring

## Discografia parziale

### Album
- 1995 - Oh Ah!
- 1997 - Monokini
- 1998 - Juke-Box Alarm
- 1999 - My Melody
- 2001 - Musique Automatique
- 2005 - Do the Bambi!
- 2006 - Discotheque
- 2007 - Paris ↔ Berlin
- 2007 - Patty Hearst Princess And Terrorist
- 2009 - No Controles
- 2010 - Baby Ouh!
- 2011 - Underwater Love - A Pink Musical - Original Motion Picture Soundtrack
- 2012 - Cactus versus Brezel
- 2015 - Ruined Heart (Original Motion Picture Soundtrack)
- 2016 - Les Hormones
- 2019 - Ah! Quel Cinéma!

### Raccolte
- 2007 - Party Anticonformiste - The Bungalow Years